# Аліне Роттер-Фоккен
Аліне Роттер-Фоккен (нім. Aline Rotter-Focken; нар. 10 травня 1991, Крефельд, Північний Рейн-Вестфалія) — німецька борчиня вільного стилю, чемпіонка, срібна та дворазова бронзова призерка чемпіонатів світу, триразова бронзова призерка чемпіонату Європи, бронзова призерка Європейських ігор, володарка Кубку світу, учасниця Олімпійських ігор.

## Біографія
Боротьбою займається з 1996 року. Тренером Аліне від самого початку є її батько Ганс-Георг Фоккен. На юніорських першостях світу ставала срібною (2011) та бронзовою (2010) призеркою. Була чемпіонкою Європи серед юніорів 2010 року та бронзовою призеркою 2009 року. Займала друге та третє місця на європейських першостях серед кадетів 2008 та 2007 років відповідно. Виступає за клуб «KSV Germania» Крефельд.

## Виступи на Олімпіадах
| Змагання                    | Збірна    | Вагова категорія          | Місце  |
| --------------------------- | --------- | ------------------------- | ------ |
| Літні Олімпійські ігри 2016 | Німеччина | жіноча боротьба, до 69 кг | 9      |
| Літні Олімпійські ігри 2020 | Німеччина | жіноча боротьба, до 76 кг | Золото |

### Виступи на Чемпіонатах світу
| Змагання                        | Збірна    | Вагова категорія          | Місце  |
| ------------------------------- | --------- | ------------------------- | ------ |
| Чемпіонат світу з боротьби 2011 | Німеччина | жіноча боротьба, до 67 кг | 13     |
| Чемпіонат світу з боротьби 2012 | Німеччина | жіноча боротьба, до 63 кг | 9      |
| Чемпіонат світу з боротьби 2013 | Німеччина | жіноча боротьба, до 67 кг | 5      |
| Чемпіонат світу з боротьби 2014 | Німеччина | жіноча боротьба, до 69 кг | Золото |
| Чемпіонат світу з боротьби 2015 | Німеччина | жіноча боротьба, до 69 кг | Бронза |
| Чемпіонат світу з боротьби 2017 | Німеччина | жіноча боротьба, до 69 кг | Срібло |
| Чемпіонат світу з боротьби 2018 | Німеччина | жіноча боротьба, до 76 кг | 8      |
| Чемпіонат світу з боротьби 2019 | Німеччина | жіноча боротьба, до 76 кг | Бронза |

### Виступи на Чемпіонатах Європи
| Змагання                         | Збірна    | Вагова категорія          | Місце  |
| -------------------------------- | --------- | ------------------------- | ------ |
| Чемпіонат Європи з боротьби 2009 | Німеччина | жіноча боротьба, до 59 кг | 10     |
| Чемпіонат Європи з боротьби 2011 | Німеччина | жіноча боротьба, до 63 кг | 18     |
| Чемпіонат Європи з боротьби 2012 | Німеччина | жіноча боротьба, до 67 кг | 10     |
| Чемпіонат Європи з боротьби 2013 | Німеччина | жіноча боротьба, до 67 кг | Бронза |
| Чемпіонат Європи з боротьби 2014 | Німеччина | жіноча боротьба, до 69 кг | 5      |
| Чемпіонат Європи з боротьби 2017 | Німеччина | жіноча боротьба, до 69 кг | 13     |
| Чемпіонат Європи з боротьби 2019 | Німеччина | жіноча боротьба, до 76 кг | Бронза |
| Чемпіонат Європи з боротьби 2020 | Німеччина | жіноча боротьба, до 76 кг | Бронза |
| Чемпіонат Європи з боротьби 2021 | Німеччина | жіноча боротьба, до 76 кг | Бронза |

### Виступи на Європейських іграх
| Змагання              | Збірна    | Вагова категорія          | Місце  |
| --------------------- | --------- | ------------------------- | ------ |
| Європейські ігри 2015 | Німеччина | жіноча боротьба, до 69 кг | Бронза |

### Виступи на Кубках світу
| Змагання                    | Збірна    | Вагова категорія          | Місце  |
| --------------------------- | --------- | ------------------------- | ------ |
| Кубок світу з боротьби 2020 | Німеччина | жіноча боротьба, до 76 кг | Золото |

### Виступи на інших змаганнях
| Змагання                                                        | Збірна    | Вагова категорія          | Місце  |
| --------------------------------------------------------------- | --------- | ------------------------- | ------ |
| Міжнародний меморіал Дейва Шульца 2009                          | Німеччина | жіноча боротьба, до 59 кг | 5      |
| Гран-прі Німеччини з боротьби 2009                              | Німеччина | жіноча боротьба, до 59 кг | 11     |
| Austrian Ladies Open 2009                                       | Німеччина | жіноча боротьба, до 59 кг | 14     |
| Гран-прі Німеччини з боротьби 2010                              | Німеччина | жіноча боротьба, до 63 кг | Бронза |
| Міжнародний меморіал Дейва Шульца 2011                          | Німеччина | жіноча боротьба, до 63 кг | 6      |
| Гран-прі Туркуена з боротьби 2011                               | Німеччина | жіноча боротьба, до 63 кг | Бронза |
| Тестовий турнір FILA 2011                                       | Німеччина | жіноча боротьба, до 63 кг | Бронза |
| Турнір Дана Колова — Николи Петрова 2012                        | Німеччина | жіноча боротьба, до 63 кг | 5      |
| Київський Міжнародний турнір з боротьби 2012                    | Німеччина | жіноча боротьба, до 67 кг | Бронза |
| Олімпійський кваліфікаційний турнір з боротьби 2012 (Софія)     | Німеччина | жіноча боротьба, до 63 кг | 8      |
| Олімпійський кваліфікаційний турнір з боротьби 2012 (Гельсінкі) | Німеччина | жіноча боротьба, до 63 кг | Бронза |
| Гран-прі Німеччини з боротьби 2012                              | Німеччина | жіноча боротьба, до 67 кг | Срібло |
| Klippan Lady Open 2013                                          | Німеччина | жіноча боротьба, до 67 кг | Бронза |
| Гран-прі Німеччини з боротьби 2013                              | Німеччина | жіноча боротьба, до 67 кг | 5      |
| Гран-прі Іспанії з боротьби 2013                                | Німеччина | жіноча боротьба, до 67 кг | Золото |
| Меморіал Вацлава Циолковського 2013                             | Німеччина | жіноча боротьба, до 67 кг | Бронза |
| Вогні Москви 2013                                               | Німеччина | жіноча боротьба, до 67 кг | 4      |
| Nordhagen Classics 2013                                         | Німеччина | жіноча боротьба, до 72 кг | Срібло |
| Турнір Дана Колова — Николи Петрова 2014                        | Німеччина | жіноча боротьба, до 69 кг | Золото |
| Klippan Lady Open 2014                                          | Німеччина | жіноча боротьба, до 69 кг | Золото |
| Гран-прі Німеччини з боротьби 2014                              | Німеччина | жіноча боротьба, до 69 кг | Золото |
| Гран-прі Іспанії з боротьби 2014                                | Німеччина | жіноча боротьба, до 67 кг | Срібло |
| Відкритий чемпіонат Польщі з боротьби 2014                      | Німеччина | жіноча боротьба, до 69 кг | 5      |
| Кубок Гранми з боротьби 2015                                    | Німеччина | жіноча боротьба, до 69 кг | Срібло |
| Турнір Дана Колова — Николи Петрова 2015                        | Німеччина | жіноча боротьба, до 69 кг | 5      |
| Гран-прі Німеччини з боротьби 2015                              | Німеччина | жіноча боротьба, до 69 кг | 9      |
| Гран-прі Іспанії з боротьби 2015                                | Німеччина | жіноча боротьба, до 69 кг | 5      |
| Золотий Гран-прі з боротьби 2015                                | Німеччина | жіноча боротьба, до 69 кг | Бронза |
| Гран-прі Парижа з боротьби 2016                                 | Німеччина | жіноча боротьба, до 69 кг | Золото |
| Klippan Lady Open 2016                                          | Німеччина | жіноча боротьба, до 69 кг | Срібло |
| Гран-прі Німеччини з боротьби 2016                              | Німеччина | жіноча боротьба, до 69 кг | Золото |
| Кубок Канади з боротьби 2016                                    | Німеччина | жіноча боротьба, до 69 кг | Золото |
| Київський Міжнародний турнір з боротьби 2017                    | Німеччина | жіноча боротьба, до 69 кг | Бронза |
| Турнір Дана Колова — Николи Петрова 2017                        | Німеччина | жіноча боротьба, до 69 кг | Золото |
| Гран-прі Німеччини з боротьби 2017                              | Німеччина | жіноча боротьба, до 75 кг | Срібло |
| Відкритий чемпіонат Польщі з боротьби 2017                      | Німеччина | жіноча боротьба, до 69 кг | Золото |
| Klippan Lady Open 2018                                          | Німеччина | жіноча боротьба, до 76 кг | 8      |
| Турнір Дана Колова — Николи Петрова 2018                        | Німеччина | жіноча боротьба, до 76 кг | Золото |
| Турнір Ібрагіма Мустафи 2018                                    | Німеччина | жіноча боротьба, до 76 кг | Золото |
| Відкритий чемпіонат Польщі з боротьби 2018                      | Німеччина | жіноча боротьба, до 76 кг | Срібло |
| Меморіал Іона Корнеану і Ладислава Сімона 2018                  | Німеччина | жіноча боротьба, до 76 кг | Золото |
| Гран-прі «Іван Яригін» 2019                                     | Німеччина | жіноча боротьба, до 76 кг | Бронза |
| Турнір Дана Колова — Николи Петрова 2019                        | Німеччина | жіноча боротьба, до 76 кг | Бронза |
| Турнір міста Сассарі з боротьби 2019                            | Німеччина | жіноча боротьба, до 76 кг | Бронза |
| Турнір Яшара Догу 2019                                          | Німеччина | жіноча боротьба, до 76 кг | 5      |
| Турнір Маттео Пелліцоне 2020                                    | Німеччина | жіноча боротьба, до 76 кг | Бронза |
| Кубок світу з боротьби 2020                                     | Німеччина | жіноча боротьба, до 76 кг | Золото |
| Відкритий чемпіонат Польщі з боротьби 2021                      | Німеччина | жіноча боротьба, до 76 кг | Золото |

### Виступи на змаганнях молодших вікових груп
| Змагання                                       | Збірна    | Вагова категорія          | Місце  |
| ---------------------------------------------- | --------- | ------------------------- | ------ |
| Чемпіонат Європи з боротьби серед кадетів 2006 | Німеччина | жіноча боротьба, до 49 кг | 10     |
| Чемпіонат Європи з боротьби серед кадетів 2007 | Німеччина | жіноча боротьба, до 60 кг | Бронза |
| Чемпіонат Європи з боротьби серед кадетів 2008 | Німеччина | жіноча боротьба, до 60 кг | Срібло |
| Чемпіонат Європи з боротьби серед юніорів 2009 | Німеччина | жіноча боротьба, до 59 кг | Бронза |
| Чемпіонат світу з боротьби серед юніорів 2009  | Німеччина | жіноча боротьба, до 59 кг | 14     |
| Чемпіонат Європи з боротьби серед юніорів 2010 | Німеччина | жіноча боротьба, до 63 кг | Золото |
| Чемпіонат світу з боротьби серед юніорів 2010  | Німеччина | жіноча боротьба, до 63 кг | Бронза |
| Чемпіонат Європи з боротьби серед юніорів 2011 | Німеччина | жіноча боротьба, до 63 кг | 9      |
| Чемпіонат світу з боротьби серед юніорів 2011  | Німеччина | жіноча боротьба, до 63 кг | Срібло |